# ハンス・ヨアヒム・ヴァルデ
ハンス・ヨアヒム・ヴァルデ (Hans-Joachim Walde、1942年6月28日 - 2013年4月18日)は、西ドイツの陸上競技選手。
十種競技の選手として1964年東京オリンピックと1968年メキシコシティーオリンピックに出場。東京大会では7809ポイントで、ドイツのヴィリー・ホルドルフ(Willi Holdorf)、レイン・アウン(Rein Aun)に次いで銅メダルを獲得。メキシコ大会では、8111ポイントでアメリカのビル・トーミー(Bill Toomey)に次いで銀メダルを獲得した。

## 主な実績
| 年   | 大会                 | 場所                     | 種目     | 結果 | 記録  |
| ---- | -------------------- | ------------------------ | -------- | ---- | ----- |
| 1964 | オリンピック         | 東京(日本)               | 十種競技 | 3位  | 7809p |
| 1967 | ユニバーシアード     | 東京(日本)               | 十種競技 | 1位  | 7819p |
| 1968 | オリンピック         | メキシコシティ(メキシコ) | 十種競技 | 2位  | 8111p |
| 1971 | ヨーロッパ陸上選手権 | ヘルシンキ(フィンランド) | 十種競技 | 3位  | 7951p |